# 佐竹義重 (十八代当主)
佐竹 義重（さたけ よししげ）は、戦国時代から江戸時代初期にかけての武将。常陸国の戦国大名。佐竹氏第18代当主。
北条氏と関東の覇権を巡って争い、佐竹氏の全盛期を築き上げた。領内の金山に最新の冶金技術を導入して豊富な資金力を実現した。関東一の鉄砲隊を備えたという。

## 生涯

### 家督相続
天文16年（1547年）、常陸国の戦国大名で佐竹氏第17代当主・佐竹義昭の子として誕生。
永禄5年（1562年）、父・義昭が隠居したため、家督を継いで第18代当主となった。永禄7年（1564年）には越後国の上杉謙信と共に小田城の戦いで常陸小田城主・小田氏治を敗走させている。だが、実権は未だ父・義昭が持っており、永禄8年（1565年）に父の死により佐竹氏の常陸統一は遠のき、反勢力の反攻が始まることとなる。

### 勢力拡大
父・義昭の代から連携していた上杉謙信とさらに連携を強め、永禄9年（1566年）、小田氏治を攻めて小田領の大半を奪取した。さらに下野国那須郡の武茂氏を攻めて従属させている。永禄10年（1567年）には白河義親を攻めて勝利した。永禄12年（1569年）、手這坂の戦いにて小田氏治に勝利して小田城を奪取した。
一方で関東においては相模国の北条氏政が勢力を強め、佐竹氏ら関東諸氏族はその後北条氏と対立する。氏政は元亀2年（1571年）に蘆名盛氏・結城晴朝らと同盟を結んで、佐竹氏に従属する多賀谷政経を攻めた。このときは援軍を送って北条方を撃退している。
元亀3年（1572年）には白河結城氏を配下に置いた。さらにその前後には縁戚関係も利用して岩城氏も事実上傘下に収めた（義重は岩城重隆の外孫であるうえ「重」は重隆の偏諱で猶子にもなっていると見られる）。那須氏とも講和を結び、那須領の下野国武茂地方、茂木地方を割譲した。天正2年（1573年）には北条方に寝返った小田氏治と再び戦って、その所領の大半を併合するなど、活発に勢力を拡大していった。天正3年（1575年）には白河城を奪取する。
しかし急速な勢力拡大は周辺の諸大名に危機感を抱かせ、北条氏政や蘆名盛氏らより二正面作戦を強いられ、窮地に追い込まれる。これを打開するために、結城氏や宇都宮氏と婚姻関係を軸にして同盟を結んで氏政と対抗したり、畿内の羽柴秀吉と懇意になるなど同盟を重視して味方を増やした。天正8年（1580年）に蘆名盛氏が亡くなって盛隆が継ぐと蘆名氏の方針も変わり、天正9年（1581年）に御代田合戦においては義重が蘆名氏と敵対する田村清顕を破ると、同年10月には義重が黒川城の盛隆を訪問して佐竹氏と蘆名氏は同盟関係に入った。これによって伊達氏よりも南側（会津・仙道・海道）の諸大名は事実上佐竹氏の傘下に入り、室町時代中期以来分裂を続けたこの地域が1つの勢力圏を形成することになった。周辺の諸大名は義重が「奥州一統」を為したと高く評価し、義重自身もそう自負するようになる。
しかし、天正13年（1585年）に下野国に進出した北条軍の猛反攻にあって長沼城を奪われ、不利な状況下においての和睦をせざるを得なくなった（沼尻の合戦）。

### 伊達政宗との抗争
この頃になると、奥州では蘆名氏が盛氏の死後、当主が次々と早世したため勢力が衰退した。蘆名氏の家督問題では、義重は幼少の蘆名亀王丸（亀若丸）をいち早く支持して、伊達輝宗が次男・小次郎を送り込もうとするのを阻止し、蘆名家中における影響力を拡大した。輝宗の後を継いだ伊達政宗は先の御代田合戦で敗れた田村清顕の娘婿であり、田村氏の支援と佐竹氏の北上を警戒する立場から次第に義重との対立を深めていくことになる。
天正13年（1585年）には伊達氏と対立する二本松氏救援の名目で蘆名氏との連合軍を結成して奥州に出陣し、人取橋で会戦する（人取橋の戦い）。武力・兵力共に優位に立つ義重は戦いを有利に進めるが、あと一歩のところで留守中の常陸国で江戸氏らが不穏な動きを示したため撤退し、連合軍もそれぞれ撤退した。この合戦は、後に政宗が江戸城で将軍・徳川家光の饗応を受けた時、生涯の大戦と話したとされる。
天正14年（1586年）、二本松城が開城して二本松氏が事実上滅亡したのを機に、伊達氏と佐竹氏・蘆名氏との間で和議が結ばれた。
天正15年（1587年）には、次男の義広を蘆名氏の養嗣子として入れることで、政宗と対抗しようとした。しかし、父の遺志を継いで弟の小次郎を養嗣子にしようとした政宗はこれに反発する。
天正16年（1588年）、奥州の諸大名と連合して再び政宗と戦う。しかし兵力で圧倒的優位にありながら、逆に諸大名の連合軍だったために諸氏の利害が対立して軍が機能せず、義重は政宗に勝利することもできずに岩城常隆の調停で和睦することを余儀なくされた（郡山合戦）。
天正17年（1589年）、蘆名義広は摺上原の戦いにおいて伊達氏に大敗を喫し、白河結城氏、石川氏といった陸奥南部の諸大名は伊達氏に寝返る。これにより佐竹氏は南から北条氏直、北から伊達政宗という2大勢力に挟まれ、滅亡の危機に立たされた。同年、長男の義宣に家督を譲って隠居したが、なおも実権は握ったままであった。

### 豊臣政権下
天正18年（1590年）、かねてから懇意にしていた豊臣秀吉の小田原征伐が始まると、義重は義宣とともに小田原に参陣し、石田三成の忍城攻めに加わった。その後、奥州仕置にも従ったことから、義重は秀吉から常陸国54万石の支配権を認められ、一気に状況を挽回することに成功した。
秀吉の後押しもあり、常陸中部に勢力を振るっていた江戸重通を攻め、水戸城から追い出し、また府中の桓武平氏繁盛流大掾氏の嫡流を滅ぼした。また、天正19年（1591年）2月には鹿島・行方両郡の南方三十三館と称される鹿島氏など大掾氏一族と常陸武田氏の武田信房ら国人領主を太田城に招いて謀殺し、額田城の小野崎昭通を攻撃した上で、秀吉からの退城勧告を突き付けて追放するなどして常陸国内を統一した。

### 関ヶ原の戦いから最期

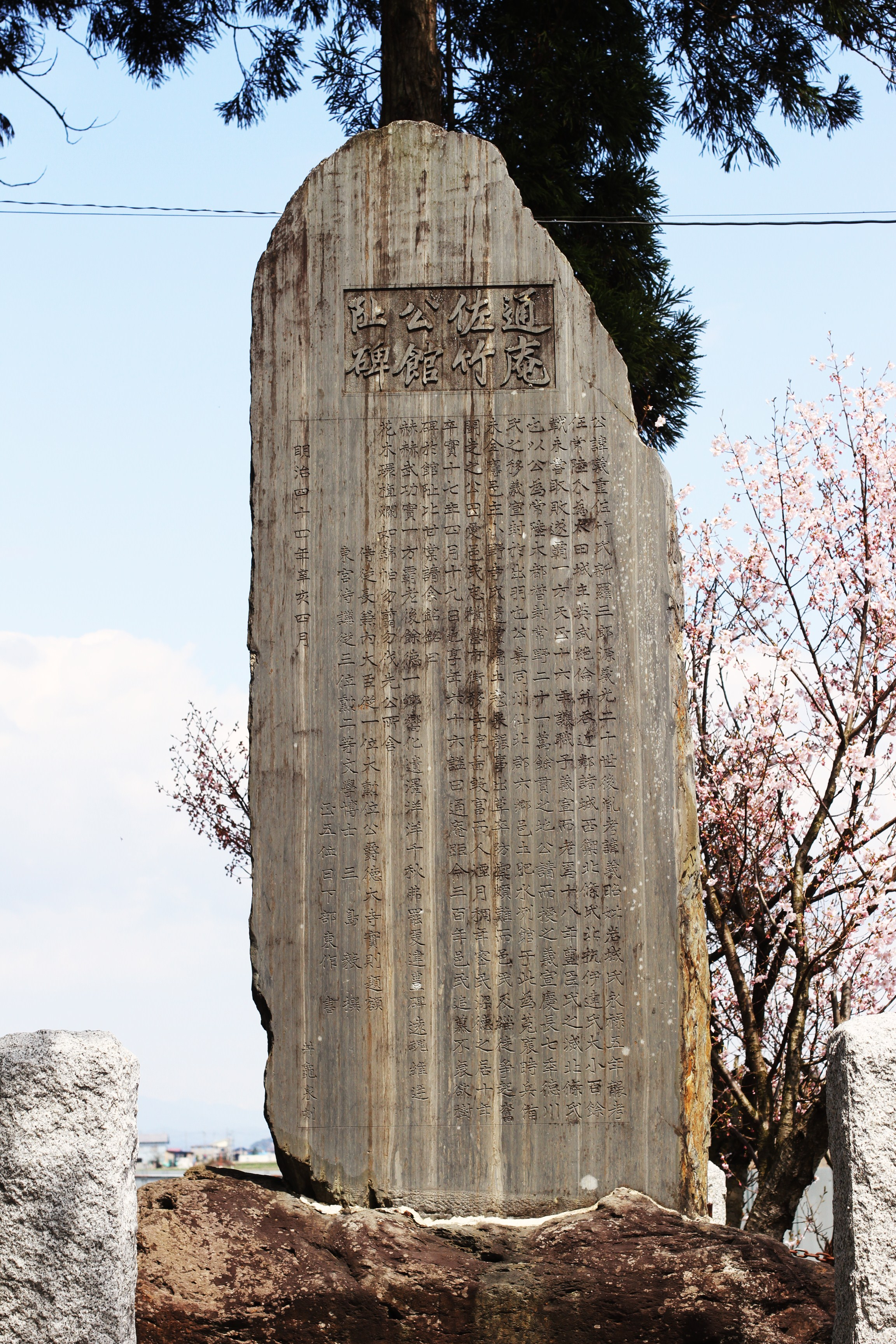
佐竹義重公顕彰碑

その後は義宣に実権を譲渡し、太田城にて悠々自適の隠居生活を送り、「北城様」と呼ばれた。
この頃から、領内の多賀山地で探索を進めていた金鉱山の開発も軌道に乗り始め、1598年（慶長3年）、豊臣政権への貢納金は、上杉氏、伊達氏に次ぐ第3位となっていた。
慶長5年（1600年）の関ヶ原の戦いでは、子の義宣はかねてから懇意にあった石田三成の西軍に付こうとしたが、時流を見ていた義重は徳川家康の東軍に与するように述べ、父子は対立した。この時義重をはじめ、義宣の弟の蘆名義広、佐竹氏家臣筆頭である佐竹義久など義宣以外の多くの佐竹家中の者が東軍を支持していた。東軍が勝利した戦後の慶長7年（1602年）5月、義宣のどちらにも付くともいえない曖昧な態度を理由に、佐竹氏は出羽国久保田計20万石（実高40万石）に減封された。義重が前から誼を通じていた家康・秀忠親子に嘆願したため、改易は免れた。
久保田移転後は相次ぐ反佐竹一揆に対応するため、義宣とは別に六郷城（仙北郡美郷町）に居を構え、六郷町の町割りをおこない、所領南部（仙北・平鹿・雄勝の3郡）の見張りを行っていたが、慶長17年（1612年）4月19日、狩猟中に落馬して死去した。享年66。末子の義直は義重の死後に生まれている。
菩提寺は闐信寺（秋田市手形字蛇野）。

## 人物・逸話
- 義重は智勇に優れていた。かつて北条軍と戦ったときなどは、7人の敵を一瞬で斬り伏せたとまで言われており、その勇猛さから「鬼義重」、「坂東太郎」の異名で恐れられたとされるが、「鬼義重」という呼称は江戸時代の軍記物や記録類にも確認することができず、『古先御戦聞書』には「天魔鬼神のような業」と記載されていることから、この部分が転じて、「鬼義重」という呼称が作られたのかもしれないと指摘されるが詳細は不明である[10]。
- 就寝時に敷布団を使わず、薄い布だけ敷いて寝ていたという逸話がある。出羽に転封された後、「北国は寒いから」と子の義宣から寝巻きと敷布団を送られて使ってみたものの結局気に入らず再び敷布団を使うことはなかったという[11]。
- 甲相同盟の破綻により相模の後北条氏と対決していた甲斐国の武田信玄と文書を交わし、甲斐源氏の嫡流を巡って議論したという逸話がある。
- 上杉輝虎（後の謙信）から名刀「備前三郎国宗」を送られた。後にこれを義宣に譲るが、義宣が刀の切っ先を削って脇差にしてしまった。愛刀家である義重はこれを嘆いたという。
- 愛刀は南北朝時代に鍛えられた「八文字長義」。北条氏政軍と戦った際に、この刀で北条方の騎馬武者を斬ったところ、その武者は兜もろとも真っ二つになり、八文字の形になって馬から落ちたという[12]。

## 家臣
- 佐竹義久
- 佐竹義斯
- 佐竹義憲
- 岡本禅哲
- 岡本顕逸

- 和田昭為
- 小田野義忠
- 車斯忠
- 梅津憲忠
- 梅津政景

- 人見藤道
- 真崎重宗
- 戸村義国
- 小貫頼久
- 今宮義通

- 真壁氏幹
- 梶原政景
- 船尾昭直
- 小野崎従通
- 江戸忠通

- 川井忠遠

## 関連作品
小説
- 近衛龍春『佐竹義重 伊達も北条も怖れた常陸の戦国大名』（PHP文庫、2005年）
- 志木沢郁『佐竹義重・義宣 伊達政宗と覇を競った関東の名族』（学研M文庫、2011年）
- 簑輪諒『でれすけ』（徳間書店、2017年）
- 今村翔吾『鬼の生涯』（『戦国武将伝 東日本編』収録、PHP研究所、2023年）